# ドリュー・ピアソン (ジャーナリスト)
ドリュー・ピアソン(Drew Pearson)ことアンドリュー・ラッセル・ピアソン（Andrew Russell Pearson、1897年12月13日 - 1969年9月1日）は、アメリカ合衆国のジャーナリスト・コラムニストである。
当時のアメリカで最も有名なコラムニストの一人であり、新聞の配信コラム「ワシントン・メリーゴーラウンド」(Washington Merry-Go-Round)は、政府内部からリークされた情報によって、公共政策の説明責任を追及し影響を与えたことで知られている。彼は、ジョセフ・マッカーシーやロナルド・レーガンなどの保守派の政治家をしばしば攻撃した。大衆の姿勢やエリート層の分析に大きな影響を与えたが、正確さについての評判は悪かった。

## 若年期とキャリア
イリノイ州エバンストンで1897年12月13日に生まれた。父はノースウェスタン大学の英語教授のポール・マーティン・ピアソンである。ピアソンが6歳のときに、父親がスワースモア大学の教授に就任したため、一家はペンシルベニア州に移り住み、当時大学が所属していたキリスト友会（クエーカー）に加入した。フィリップス・エクセター・アカデミーで教育を受けた後、1915年にスワースモア大学に入学し、学生新聞『ザ・フェニックス』の編集に携わった。
1919年に大学を卒業した後、1921年まで、アメリカ・フレンズ奉仕団の一員として、当時セルビアの一部だったペーチで第一次世界大戦からの戦後復興に従事した。1921年から1922年まで、ペンシルバニア大学で地理学の講義を行った。1923年、日本、中国、ニュージーランド、オーストラリア、インド、セルビアを旅行し、いくつかの新聞社に旅行記を売り込んだ。また、アメリカの記事配信会社「アラウンド・ザ・ワールド・シンジケート」からの依頼で、「ヨーロッパの偉人12人」(Europe's Twelve Greatest Men)というインタビュー記事を執筆した。1924年、コロンビア大学で産業地理学を教えた。1925年から1928年まで、中国でのストライキ、ジュネーブ海軍軍縮会議、ハバナでのパン＝アメリカ会議、パリでの不戦条約の調印などの報道を続けた。
1929年に『ボルティモア・サン』紙のワシントン特派員となった。しかし、サン紙と契約中の1931年に、ロバート・S・アレンと共同で『ワシントン・メリーゴーラウンド』(Washington Merry-Go-Round)という本を匿名で出版し、1932年には続編を出版した。サン紙が、この本の著者の一人がピアソンであることに気づき、すぐにピアソンを解雇した。1932年末、ピアソンとアレンは記事配信会社ユナイテッド・フィーチャーズと契約を結び、「ワシントン・メリーゴーラウンド」をコラムとして新聞社に配信してもらうことになった。このコラムは、1932年11月17日からシシー・パターソンの『ワシントン・ヘラルド』に掲載された。しかし、ヨーロッパで第二次世界大戦が激化する中、ピアソンはフランクリン・D・ルーズベルト大統領を強く支持し、パターソンとヘラルド紙が支持する孤立主義に反対したため、ピアソン、アレンとヘラルド紙との関係は険悪なものになった。1941年、掲載先を『ワシントン・ポスト』に変更した。

### ラジオ、映画、その他のメディア
1935年から1936年まで、アレンとピアソンは、ミューチュアル放送システム(MBS)で週2回、15分のラジオ番組を担当した。1939年から1940年までは、音楽とニュースの30分番組『リッスン・アメリカ』(Listen America)を続けていたが、1941年にパートナーシップを解消し、以降は単独で番組を作るようになった。ピアソンは1941年から1953年までNBCで『ドリュー・ピアソン・コメンツ』(Drew Pearson Comments)を単独で続けた。
また、2人は『ワシントン特派員ハップ・ホッパー』(Hap Hopper, Washington Correspondent)という漫画の原作もしており、1939年から1943年まではジャック・スパーリングが、1943年以降はアル・プラスティーノが絵を描いていた。
ピアソンは1951年のSF映画『地球の静止する日』(The Day the Earth Stood Still)や、RKOの1945年のプロパガンダ映画『東からの裏切り』(Betrayal from the East)など、多くのハリウッド映画に出演した。『地球の静止する日』では、宇宙人が逃亡してワシントンがパニックに陥る中、恐怖に怯える同僚たちに対し冷静さと自制を保つよう促すジャーナリスト（本人）の役で出演した。『東からの裏切り』は、1943年に出版されたアラン・ハインドの同名の本を原作とするもので、ピアソンは、日系アメリカ人が日本側に加担してテロやスパイ活動を行っていると告発する暴露記事をナレーションで読み上げた。この他、1949年の映画『シティ・アクロス・ザ・リバー』（川向こうの街、City Across the River）にも本人役で出演している。
1952年と1953年には、ABCとデュモント・テレビのテレビ番組『ドリュー・ピアソン・ショー』(The Drew Pearson Show)の司会を務めた。

## ワシントン・メリーゴーラウンド
コラム「ワシントン・メリーゴーラウンド」（Washington Merry-Go-Round、単に「メリーゴーラウンド」とも）は、1931年、当時『ボルティモア・サン』紙のワシントン特派員だったピアソンと、『クリスチャン・サイエンス・モニター』紙のワシントン支局長だったロバート・S・アレンが共同で、『ワシントン・メリーゴーラウンド』という本を匿名で出版したことがきっかけで始まった。この本は、当時のジャーナリズムの規範に挑戦した、政財界の主要人物に関するニュースを集めたものだった。1932年には続編の『モア・メリーゴーラウンド』(More Merry-Go-Round)が出版された。2人ともこの本の著者であることが雇用元にばれて辞任を余儀なくされたが、この本で十分な成功を収めた2人は、同年には配信コラム「メリーゴーラウンド」の執筆を開始した。1932年には、この本を原作とする映画がコロンビア ピクチャーズで作られた。監督はジェームズ・クルーズ、主演はリー・トレーシーとコンスタンス・カミングスだった。
かつてのパートナーであるジャック・アンダーソンによると、ピアソンはジャーナリズムを、彼が公益に反すると判断した人に対抗するための武器と考えていたという。記事の不正確さのため発表を止めるか、それでもその人物を追求したいという気持ちから記事を発表するかで選択を迫られたとき、ピアソンは躊躇なく記事を発表する方を選んだ。
ピアソンは、ワシントンの政治家やニュースメーカーに関する情報を公開する際、事実や裏付けの取れた情報に、捏造や根拠のない情報を組み合わせて、伝えたい情報を強調したりセンセーショナルにしたりする手法をよく用いた。ピアソンは、ウェイターや運転手に金を払って盗み聞きをさせたり、政治家の情報を政敵から聞き出したり、海軍の事務官に賄賂を渡して機密データを開示させたり、さらには部下に命じてワシントンの著名な弁護士の机に潜り込ませたりと、様々な取材方法を用いた。特にピアソンが気に入っていた手法は、対象者の性癖を卑猥な形で暴露して恥をかかせ脅迫することだった。
第二次世界大戦中、ピアソンのコラムは、ニュースの暴露だけでなく、フランクリン・ルーズベルト政権の戦争遂行、特にヨシフ・スターリンとソビエト連邦に対するアメリカの外交政策を批判する内容に拡大していった。ピアソンはナチス・ドイツに対抗しているソ連を支持し、1943年には連合軍に対して、ヨーロッパに第2戦線を作ってソ連を支援するよう要求した。その要求が通らないと、今度はコーデル・ハル国務長官やジェームズ・クレメント・ダンなどの国務省幹部を公然と批判し始めた。ハル国務長官の政策を「ロシアを白く出血させる」(bleed Russia white)ものだとピアソンが非難した後、ルーズベルトは記者会見を開き、ピアソンのコラムは最初から最後まで嘘であり、ピアソンは連合国の結束を危険にさらし、自分の国に対して悪意のある行為を行ったとして非難した。大統領は記者会見の最後にピアソンのことを「慢性的な嘘つき」(chronic liar)と呼んだ。
1943年、陸軍のジョージ・パットン将軍がチャールズ・クール(Charles Kuhl)一等兵を平手打ちした事件のことをピアソンは最初に報じた。ルーズベルトから「慢性的な嘘つき」と言われて評判を落としていたピアソンは、ルーズベルト政権に対する報復をしたいと思っていた。ピアソンの友人で戦略情報局に所属するアーネスト・クネオは、ルーズベルトからの批判を吹き飛ばすようなセンセーショナルな特ダネを作ろうとピアソンに提案した。クネオは、パットン将軍がチャールズ・クール一等兵を平手打ちしたという、陸軍省の関係者から聞いたネタをピアソンに伝えた。ピアソンは、その事件と、パットンが関与した、それとはほとんど関係のない別の2つの事件をわざと混同させてセンセーショナルに記述し、パットン将軍はもう重要な戦闘には使われないだろうとコラムに書いた。連合軍司令部は、パットンが兵士を叩いたことは認めたものの、パットンが公式に叱責されたことや、戦闘任務から解かれたことは否定した。パットンを戦場から離脱させて帰国させろという意見が、すぐに連邦議会や全米の新聞で上がったが、世論の多くはパットンに好意的だった。パットンはその後、配置転換されて少し出世が遅れたものの、ヨーロッパ戦線から離れることはなく、後にアメリカ第3軍を指揮した。ヘンリー・スティムソン陸軍長官はジョセフ・T・マクナーニー陸軍大将に対し、「陸軍省に査察官を置いて、誰が情報を漏らしているのかを調べるように。ピアソンの記事は、約4分の3は嘘だが、しかしそこには誰かが彼に漏らしたであろう真実の芽がある」と要請した。
ダグラス・マッカーサー元帥が自分の昇進のために積極的に戦闘を行っているとピアソンが書いた後、マッカーサーはピアソンを名誉毀損で訴えた。しかし、愛人エリザベス・クーパーへのラブレターを公表するとピアソンから脅迫され、訴訟を取り下げた。
1943年、ピアソンは、戦争情報局の元職員で不祥事により解雇されたデイヴィッド・カーを助手として雇った。同年、公務員委員会の公聴会の場で、カーは真実味がなく、信頼性に欠けると結論づけられた。カーは、情報源に対し自分のことを偽って伝える不誠実な記者だという評判が広まっていた。1944年、カーは、ヘンリー・A・ウォレス副大統領の大統領選への出馬に積極的に関わった。カーは、ウォレス副大統領のスタッフと詐称して、国務省がルーズベルト大統領に提出したスターリンに関する機密報告書を入手したこともあり、戦時中は2度にわたってFBIの調査の対象となっていた。
1945年、ピアソンはジャック・アンダーソンを助手として雇った。アンダーソンはピアソンの死後、コラムの執筆を引き継ぎ、タイトルを「ワシントン・メリーゴーラウンド」に変更した。

## 戦後の活動
第二次世界大戦後、ピアソンは、戦争で荒廃したヨーロッパに向けた4千ドル以上の援助を集めた「フレンドシップ・トレイン」に大きな貢献をした。1947年12月18日、必要とされていた食料、医薬品、物資がフランスに到着した。
1946年2月、ピアソンはカナダにソ連のスパイ組織が存在して、原子爆弾の秘密情報を流していたことを明らかにし、その影響がアメリカにも及ぶ可能性を示唆した。アメリカ政府はこのニュースを数か月間秘匿していたが、ピアソンが自身のラジオ番組でこれを報じた。歴史学者のエイミー・ナイトは、アメリカの世論を反ソ連の方向に持って行きたい政府関係者、特にFBI長官のJ・エドガー・フーバーがピアソンにこの情報を伝えた可能性があるとしている。
ピアソンは、下院非米活動委員会委員長のJ・パーネル・トーマス下院議員の1948年の失脚に一役買っている。トーマスが知人を名目上事務員として雇用して、その給料を全額自分の口座に入金させていたことをピアソンが暴露した。トーマスは詐欺罪で有罪となり、議員を辞職した。その後ピアソンは、ジョセフ・マッカーシー上院議員の行動や、議会の政府やメディアにおけるソ連や共産主義者の影響力を調査しようとする試みに断固として反対し、マッカーシー上院議員と下院委員会の疑惑を非難し続けた。

### ジェームズ・フォレスタル
1940年代、ピアソンは、フランクリン・ルーズベルト、ハリー・S・トルーマンの2代の大統領に仕えた国防長官ジェームズ・フォレスタルに対して、いくつかの疑惑を抱いていた。フォレスタルは、有能さと勤勉さで賞賛されていたが、ウォール街出身であることと強い反共主義者であることから、ピアソンを始めとする一部のメディア関係者から軽蔑されていた。ピアソンは、ルーズベルトの大統領在任中からフォレスタルへの攻撃を始めた。ピアソンは部下のジャック・アンダーソンに対して、フォレスタルは「アメリカで最も危険な男」だと語り、彼はいずれ再び世界大戦を引き起こすと主張した。ピアソンはフォレスタルの汚職を暴こうとしたが、不正行為を証明することができなかった。1949年1月、フォレスタルの妻が1937年に強盗の被害に遭ったことをピアソンに伝え、ピアソンはそれに「フォレスタルが妻を残して逃げた」という虚偽の情報を加えて報じたことで、フォレスタルは打撃を受けた。
トルーマンの大統領就任後、フォレスタルは、国防費の抑制を主張するトルーマンと、それに反対する軍部の板ばさみになって苦しんでいた。ピアソンは国防総省関係者から入手したフォレスタルの精神状態に関する情報を公表し出した。ピアソンはコラムやラジオ番組でフォレスタルを執拗に攻撃し続け、さらに、フォレスタルを解任しないトルーマンを非難した。トルーマンはフォレスタルの辞任を求め、後任にルイス・A・ジョンソンを任命した。
フォレスタルが鬱病の末に1949年5月に病室から転落死した後、ピアソンはコラムで、フォレスタルは偏執病に苦しみ、過去に4回自殺を試みたと述べた。ピアソンの主張は、ベセスダ海軍病院でのフォレスタルの主治医の証言と完全に矛盾しており、医師の報告書、フォレスタルのカルテ、フォレスタルの死に関する海軍の公式調査報告書でも裏付けが取れない。部下のジャック・アンダーソンは後に、ピアソンはフォレスタルを中傷や陰口でしつこく追い回し、フォレスタルは疲れ果て神経をすり減らし、合衆国史上最も優れた奉仕者の一人が自殺してしまったと述べた。

### ジョセフ・マッカーシー
1950年、ジョセフ・マッカーシー上院議員が、国務省職員の中にいるアメリカ共産党員205人のリストを持っていると述べた後、ピアソンはコラムでマッカーシーへの攻撃を開始した。それ以前から、ピアソンはジャック・アンダーソンを通じて、マッカーシーを他の政治家の情報源として秘密裏に利用していた。マッカーシーはそれから2か月の間に、上院でピアソンについて7回演説し、ピアソンのラジオ番組の「愛国的ボイコット」を呼びかけた。これにより、ピアソンのラジオ番組はスポンサーを失い、12の新聞社がピアソンとの契約を解除した。
ピアソンの部下のデイヴィッド・カーは、アメリカ共産党系の新聞『デイリー・ワーカー』のスタッフとして2年間働いていたことを、1943年に下院非米活動委員会で暴露された。ピアソンはこれに対し、ワーカー紙にカーが入社したのは、野球の試合をタダで見たかったからだと主張した。ワーカー紙とスポーツの関係はほとんど知られていないが、ピアソンは、カーはニューヨーク・ヤンキースのホームゲームを取材していたと主張した。後に、1944年6月に作成されたベノナ暗号のFBIによる解読結果が公開され、カーがソ連の秘密警察NKVDの情報源となっていたことが明らかになった。1992年のソ連崩壊後、ロシアのジャーナリスト、エヴゲーニヤ・アルバーツは、KGBの資料を引用して、カーは「KGBの有能な情報源」であり、「アメリカやその他の資本主義国の技術力に関する情報をKGBに提供していた」という記事を『イズベスチヤ』紙に掲載した。ピアソンの別の部下であるアンドリュー・オールダーもまた、1951年に上院内部安全保障小委員会での証言で妻とともに共産党員であることが判明した。オールダーの妹のジュリア・オールダーには、ソ連のためのスパイ活動の容疑があった。
1950年12月、ワシントンD.C.の社交クラブ「スルグレイヴ・クラブ」において、マッカーシーとピアソンは多くの人が見ている前で喧嘩した。ピアソンは後に、この喧嘩で怪我をしたとしてマッカーシーを訴えた。ピアソンは、マッカーシーに首を掴まれ、股間を蹴られたと述べた。その翌月、マッカーシーは上院で演説を行い、ピアソンを「共産主義者の道具」と呼んだ。
1953年10月、マッカーシーは軍への共産主義者の侵入について調査を開始した。これは、ロバート・スティーブンス陸軍長官の信用を落とそうとするものであり、ドワイト・アイゼンハワー大統領は激怒して、陸軍省に対して、マッカーシーに不利な情報を、マッカーシーと反目しているジャーナリストに公開するように指示した。1952年12月15日、ピアソンはアイゼンハワーのスタッフと協力して、陸軍省から提供を受けた情報を使ったコラムを発表し、マッカーシーに大きな打撃を与えた。

### 同性愛に対する言及

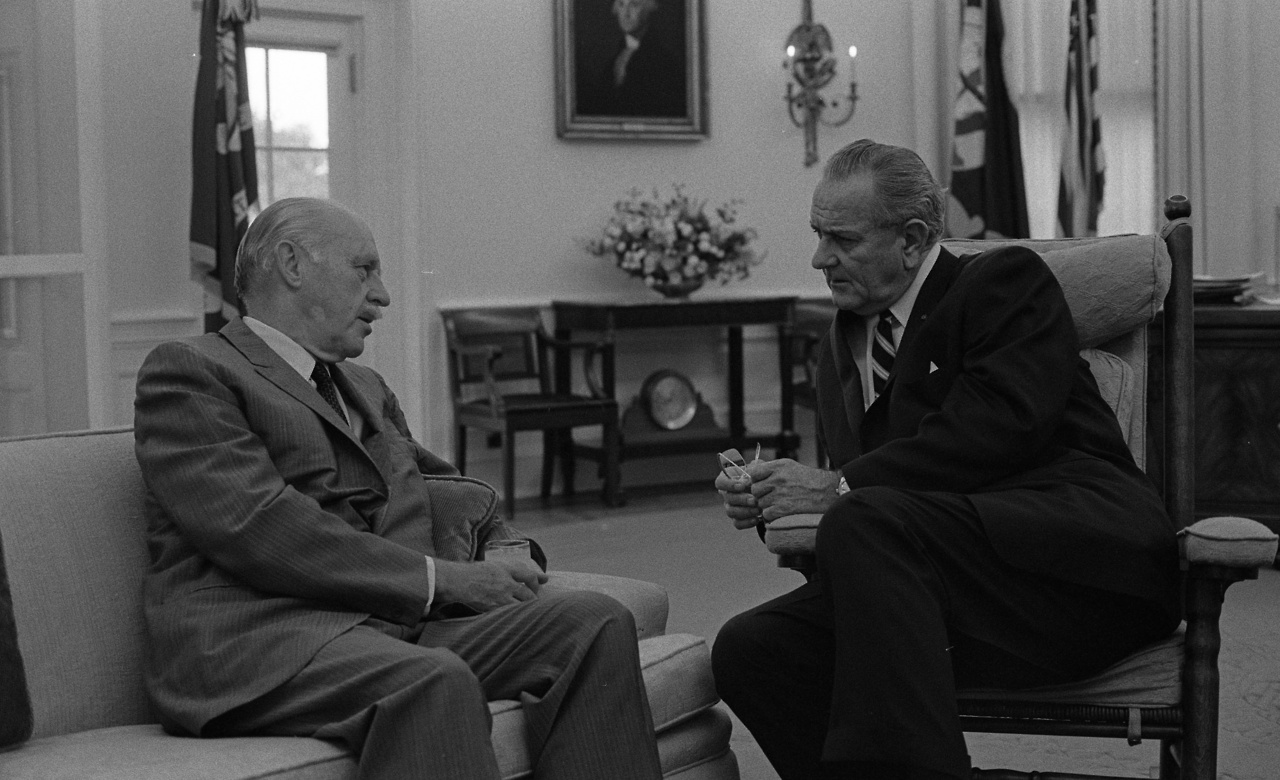
ピアソンとリンドン・ジョンソン（1967年）

1950年代半ばになると、リベラルやポピュリストを擁護しようとするピアソンの意欲はかなり減退していた。カリフォルニア州知事のロナルド・レーガンを攻撃する1967年10月31日のコラムの中で、ピアソンは「彼（レーガン）のオフィスで同性愛者の組織が活動している」「レーガンのスタッフ2人が借りたタホ湖近くのキャビンで行われた乱交パーティーの様子を録音したテープがあり、8人の男性が参加していた」と主張した。その後の報道で、ピアソンがコラムで触れたテープは存在しないと報じられた。
ピアソンは他の記事で、同性愛についてワシントンにおける「超党派の問題」や「病気」と言及している。

## 私生活

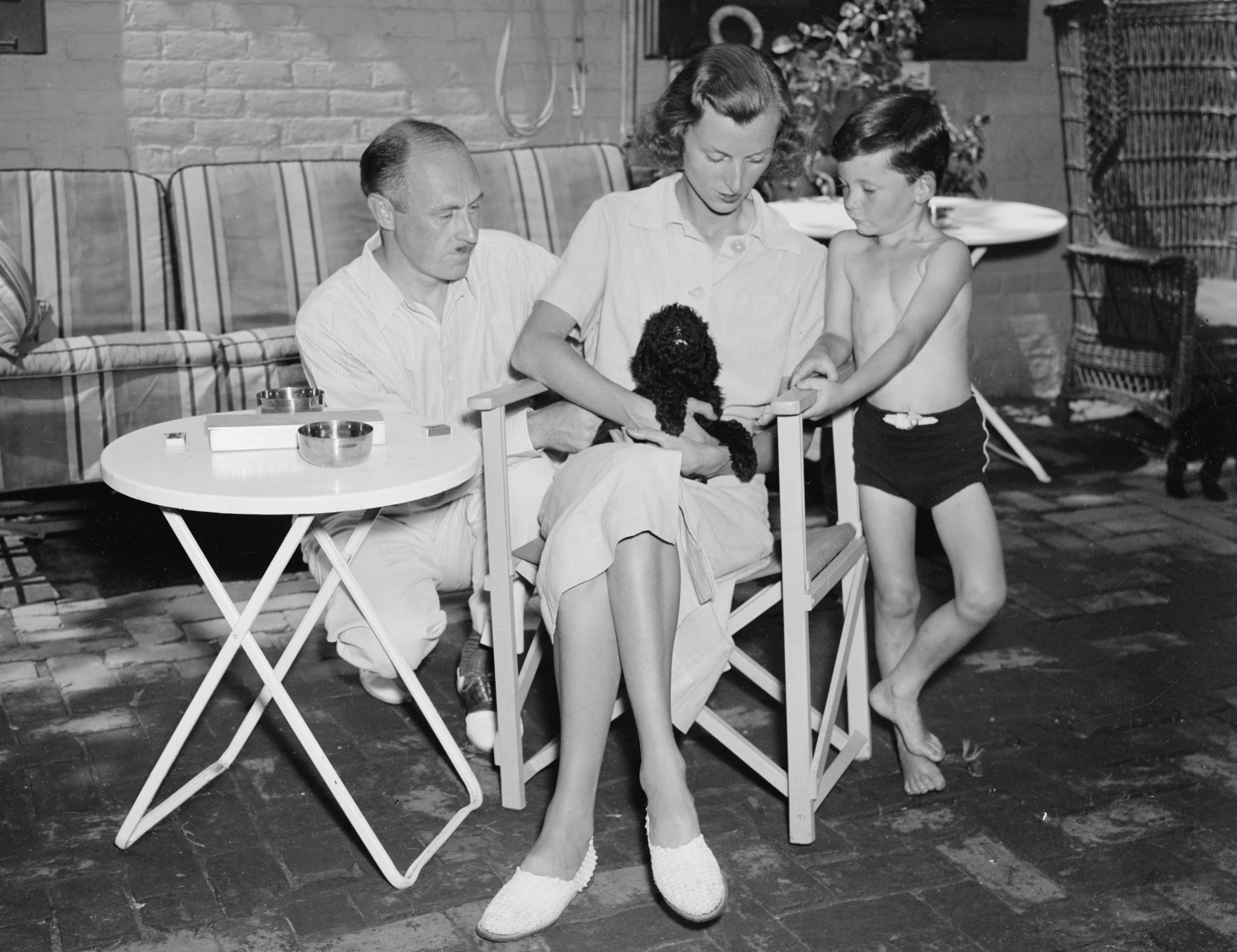
左から、ピアソン、2人目の妻のルビー、義理の息子のタイラー（1937年撮影）

ピアソンは、『ワシントン・タイムズ＝ヘラルド』紙の編集長・発行人のシシー・パターソンとポーランド貴族のヨセフ・ギジツキ伯爵の娘であるフェリシア・ギジツカ(Felicia Gizycka)と1925年に結婚したが、1928年に離婚した。2人の間にはエレン・キャメロン・ピアソン（1926年-2010年）という娘がいる。その後、ピアソンと元義母パターソンとの関係が悪化し、お互いに紙面上でたびたび辛辣なコメントを交わしていた。
1936年に、セオドア・ルーズベルトの後妻エディス・ルーズベルトのいとこのルビー・ムーア・アベル(Luvie Moore Abell)と結婚した。ルビーにはタイラー・アベルという連れ子がおり、ピアソンとは生涯を通じて親しくしていた。タイラーは後に、リンドン・ジョンソン大統領の儀典長を務めた。

## 死去
1969年9月1日、その数日前の心臓発作の影響により71歳で死去した。『タイム』誌に掲載された追悼記事には、ピアソンのコラムでの情報開示により、4人の連邦議会議員が刑務所に送られ、アイゼンハワー大統領の首席補佐官シャーマン・アダムスが辞任することになったと書かれていた。『タイム』誌の依頼によるザ・ハリス・ポールの調査によれば、ピアソンの死去の時点で、彼はアメリカで最も有名な新聞コラムニストだった。
死去の時点で、ピアソンのコラム「メリーゴーラウンド」は650紙以上の新聞に配信され、推定読者数は6000万人だった。「メリーゴーラウンド」の執筆はジャック・アンダーソンが引き継いだ。2005年にアンダーソンが亡くなった後は、ダグラス・コーンが執筆を引き継いで現在も継続しており、アメリカで最も長く続く配信コラムとなっている。

## 評価
ピアソンは、キャリアを通じて、ワシントンの内外を問わず多くの批判を受けていた。事実に基づいた報道と噂話や陰謀を組み合わせたピアソンの執筆スタイルは、報道関係者の間でも議論の的となった。政治家や腐敗した財界人を攻撃するピアソンの目的に対する共感も多かったが、攻撃対象とする人物をピアソンが気まぐれに選んでいることや、特に性的な個人情報を収集して報道に利用する戦術には批判もあった。
ジャーナリストのジャック・シェイファーは、ピアソンの死後40年以上経ってから出版された書評の中で、ピアソンのことを「これまでに記事を書いた中で最も不愉快なジャーナリストの一人」と呼んだ。
ウィリアム・バックリー・ジュニアは自らを「ドリュー・ピアソンを懲らしめる全米委員会(The National Committee to Horsewhip Drew Pearson)の創設者」だと言っている。
ダグラス・A・アンダーソンは、彼の名前が彼に対する「名誉毀損訴訟の代名詞」になったと言っている。
1944年に行われたワシントンの記者を対象とした投票では、ピアソンは、世論への影響力で1位、ワシントンの政策立案者への影響力で2位だった。
ジャーナリストのリチャード・トフェルは次のように述べた。
ピアソンは、そのキャリアを通じて、ニュースと意見、報道と擁護、真実と虚偽を自由に混ぜ合わせた。彼は、自分に逆らう政治家や反対意見を持つ政治家を誹謗中傷する（時には脅迫することもあったようだ）一方で、気に入った政治家のために演説を書いたり、記事を抑制したりした。

## 著書
- Washington Merry-Go-Round (New York: Horace Liveright, 1931).
- More Merry-Go-Round (1932)
- The American Diplomatic Game (New York: Doubleday, Doran & Co., 1935)
- U.S.A.: Second Class Power? (1958),
- The Case Against Congress: a Compelling Indictment of Corruption on Capitol Hill (1958)
- The Senator Doubleday (1968)
- The President Doubleday (1970)
- Diaries, 1949–1959 (New York: Holt, Rinehart and Winston, 1974),
- Nine Old Men (American Constitutional and Legal History) with Robert Allen, (1974) ISBN 0-306-70609-1 The Nine Old Men, Drew Pearson and Robert S. Allen, Doubleday, Doran & Company, Inc., 1937
- Washington Merry-Go-Round: The Drew Pearson Diaries, 1960-1969, by Drew Pearson (Author), Peter Hannaford (Editor), Richard Norton Smith (Foreword), September 15, 2015 ISBN 978-1612346939, University of Nebraska Press [51]

## 賞と栄誉
ピアソンは、ノルウェーの聖オーラヴ勲章、フランスのレジオン・ドヌール勲章、イタリア連帯の星勲章を受章し、2つの名誉学位を授与された。また、『ドリュー・ピアソン・ショー』への出演でハリウッド・ウォーク・オブ・フェームに名前を刻まれている。

## 死後
1992年、アメリカン大学図書館が、全米の新聞社に配布されたピアソンのコラムを集め、デジタル化するプロジェクトを開始した。
1977年に製作された、ジョセフ・マッカーシー上院議員の生涯を取り上げたテレビドラマ"Tail Gunner Joe"（尾部銃手ジョー）では、性格俳優のロバート・F・サイモンがピアソンの役を演じた。